# 少女コミック連載作品の一覧
少女コミック連載作品の一覧（しょうじょコミックれんさいさくひんのいちらん）では小学館の少女漫画雑誌『少女コミック』（少コミ、Sho-Comi）に連載された漫画作品を一覧としてまとめる。
- 本誌連載作品のみに限り、増刊連載作品は含まない。
- 掲載順は連載開始順とし、連載開始時期が不明のものについては末尾にまとめている。
- 「→」は移籍先、「←」は移籍元の雑誌を示す。
- 開始年は発行日に基づく。このため、実際の発売年とは異なる場合がある。
- 2025年8月20日（2025年18号）現在連載中の作品については太字で表記している。

## 1960年代開始
- ちびっこペポ（小泉フサコ）：1968年6月号 - 1971年52号
- ヘンテコちゃん（前川かずお）：1968年12月号 - 1969年4月号
- コミクルパァ（古谷三敏）：1969年7月号 - 1969年7号
- 愛の泉（細川知栄子）：1969年1号 - 、1970年9号[1] - 1970年24号、1970年29号 - 1971年13号、1971年16号[2] - 1971年26号
- 美しきライバル（花村えい子）：1969年1号 -
- 虹の超速球（百田てるよ）：1969年1号 - 1969年5号
- もーれつマンション（原作：城泰輔、漫画：今村ゆたか）：1969年1号 -
- 友情マーチ（上原きみこ）：1969年1号 -
- バラ色のスキャット（松尾美保子）：1969年2号[3] - 1969年7号
- 青空へOK！（灘しげみ）： - 1969年6号
- ボールに誓う（田中美智子）： - 1970年1号
- ララとドラ（キヨノサチコ）： - 1970年6号
- はばたけエンゼル（上原きみこ）：1969年5号 - 1970年3号
- 勝利にアタック！（灘しげみ）：1969年7号[4] - 1971年12号
- プレイ！テニス（百田てるよ）：1969年7号[4] - 1970年8号

## 1970年代開始

### 1970年開始
- モンマルトルのルル（いしだひさよ）：1970年1号 - 1970年6号
- スウィートの冒険旅行（白石晶子）：1970年3号 -
- ブラボー！フラワーメイト（山田路子）：1970年4号 - 1970年4号
  - ブラボー！フラワーメイト（今村ゆたか）：1970年5号 - 1970年23号
  - ブラボー！フラワーメイト（牧野和子）：1970年26号[5] - 1970年37号
- 友情リレー（松尾美保子）：1970年4号 - 1970年6号
- オフィスは12階（三谷美枝子）：1970年1号[6] - 1970年8号
- くちづけの歌（松尾美保子）：1970年1号 - 1970年10号
- 白樺よ愛をつたえて（花村えい子）：1970年1号[6] - 1970年12号
- パパは独身!!（和泉洋子）：1970年1号[6] - 1970年6号
- ルネの青春（上原きみこ）：1970年1号[7] - 1971年8号
- 恋愛レース（いしだひさよ）：1970年1号[6] - 1970年5号
- 森の子トール（竹宮恵子）：1970年3号[8] - 1970年7号
- 青空へジャンプ！（すなこ育子）：1970年4号 - 1970年7号
- 水しぶきにダッシュ！（ひだのぶこ）：1970年6号[9] - 1970年14号、1970年18号[10] - 1970年27号
- お嫁にいきます（すずき真弓）：1970年7号[11] - 1970年9号
- アイラブ・マーチ先生（河合秀和）：1970年8号[12] - 1970年12号
- 友情の逆転シュート（松井由美子）：1970年8号[12] - 1970年12号
- アンリエッタのしあわせ（城みどり）：1970年9号[1] - 1970年14号
- すきすき・マリー（キヨノサチコ）：1970年9号 - 1971年24号
- どこかにいい人いないかナ（百田てるよ）：1970年10号[13] - 1970年22号
- ハロー・リリー！（和泉洋子）：1970年11号[14] - 1970年16号
- ありがとう（すずき真弓）：1970年13号[15] - 1970年15号
- ミミのラブ作戦（いしだひさよ）：1970年13号[15] - 1970年22号
- スマッシュ！スマッシュ！（すなこ育子）：1970年14号[16] - 1970年30号
- ミチはデザイナー（三谷美枝子）：1970年15号[17] - 1970年24号
- ゴー！ストップ！物語（竹宮恵子）：1970年15号[17] - 1970年20号
- メイベルばんざい（平田真貴子）：1970年16号[18] - 1970年19号
- 探偵はおまかせよ（河合秀和）：1970年18号 - 1970年22号
- 女とかげ（古賀新一）：1970年20号[19] - 1970年24号
- 白い仮面（花村えい子）：1970年21号[20] - 1970年27号
- さすらいの太陽（すずき真弓）：1970年23号[21] - 1971年41号
- 魔女はホットなお年頃（竹宮恵子）：1970年24号[22] - 1971年10号
- ビバ！プリンセス（白石晶子）：1970年26号[5] - 1970年28号
- 恋の殺し屋（和泉洋子）：1970年27号[23] - 1970年32号
- ジョー先生がんばって！（百田てるよ）：1970年27号 - 1970年36号
- わたしの胸に火がもえる（牧美也子）：1970年28号[24] - 1970年37号
- ああ！結婚（河合秀和）：1970年30号[25] - 1970年37号
- 魔法のマコちゃん（泉誠子）：1970年30号 - 1971年17号
- ナッシュビルの歌（平田真貴子）：1970年31号[26] - 1970年36号
- ピアのラブゲバ（いしだひさよ）：1970年32号[27] -
- 亜紀（ひだのぶこ）：1970年33号[28] -
- 選手になりたい！（三谷美枝子）：1970年37号 - 1971年6号

### 1971年開始
- ちぎれ雲（牧野和子）：1971年1号[29] - 1971年9号
- ミリオン泣かないで（花村えい子）： - 1971年9号
- ブルーインパルス（ひだのぶこ）：1971年3・4合併号[30] - 1971年16号
- 赤い雪（宮下さゆり）：1971年5号[31] - 1971年8号
- 燃える白銀（すなこ育子）：1971年7号[32] - 1971年12号
- グラマーはお好き？（岡部多美）：1971年9号[33] - 1971年12号
- ドけち繁盛記（河合秀和）：1971年10号[34] - 1971年13号
- なまいきかしら？（鈴原研一郎）：1971年11号[35] - 1971年18号
- すみれとアッキー（牧野和子）：1971年12号[36] - 1971年21号
- 空がすき!（竹宮恵子）：1971年12号[36] - 1971年21号、1972年32号 - 1972年41号
- アニーの秘密（平田真貴子）：1971年13号[37] - 1971年16号
- レモンの天使（小林ひでこ）：1971年41号 - 1972年15号

### 1972年開始
- ミュンヘンへの道（吉森みきを）：1972年19号 - 1972年33号
- アイちゃんが行く!（田中みつえ）：1972年38号 - 1973年10号

### 1973年開始
- マドモアゼル通り（大谷てるみ）：1973年13号 - 1973年24号
- ウェディング・ライセンス -結婚許可証-（竹宮恵子）：1973年14号 - 33号
- ロリィの青春（上原きみこ）：1973年33号 - 1975年25号
- ロンド・カプリチオーソ（竹宮恵子）：1973年44号 - 1974年13号
- しあわせさん（市川みさこ）：1973年50号 - 1984年4号

### 1974年開始
- なずなよなずな（大島弓子）：1974年13号 - 1974年18号
- トーマの心臓（萩尾望都）：1974年19号 - 1974年52号
- つらいぜ!ボクちゃん（高橋亮子）：1974年36号 - 1975年42号
- ファラオの墓（竹宮恵子）：1974年38号 - 1976年8号
- 洗礼（楳図かずお）：1974年50号 - 1976年16号

### 1970年代後半
- いちご物語（大島弓子）：1975年3号 - 33号
- サイボーグ009 風の都編、雪のカーニバル編、エッダ編（石森章太郎）：1975年38号 - 1976年33号
- 虹のプレリュード（手塚治虫）：1975年41号 - 1975年44号
- ピコラ♥ピコラ（たちいりハルコ）：1976年16号 - 1983年24号
- 銀色のフラッシュ（ひだのぶこ）：1976年3号 - 1977年32号
- 風と木の詩（竹宮恵子）：1976年10号 - 1981年21号 →『プチフラワー』
- ダリウスの風（作画グループ）：1977年11号 - 1977年15号
- スター・レッド（萩尾望都）：1978年23号 - 1979年3号
- マリーベル（上原きみこ）：1978年1号 - 1980年10号

## 1980年代開始
- スマッシュ!メグ（佐伯かよの）：1980年21号 - 1982年13号
- 陽あたり良好!（あだち充）：1980年2号 - 1981年15号
- ライジング!（氷室冴子）：1981年10号 - 1984年24号
- 愛の歌になりたい（麻原いつみ）：1981年21号 -
- 那由他（佐々木淳子）：1981年45号 - 1982年19号
- イズァローン伝説（竹宮惠子）：1982年5号 - 1987年20号
- ジョージィ!（原作：井沢満、作画：いがらしゆみこ）：1982年17号 - 1984年7号
- ダークグリーン（佐々木淳子）：1983年2号 - 1983年23号 →『コロネット』
- シューティング・スター（大山和栄）：1984年8号 - 1984年21号
- 闇のパープル・アイ（篠原千絵）：1984年9号 - 1987年1号
- ボーイフレンド（惣領冬実）：1985年14号 - 1988年7号
- 青りんご迷宮（さいとうちほ）：1986年13号 - 1987年4号
- ムーンドロップにおやすみ（武内昌美）：1986年18号 - 1987年2号
- ♂（あだむ）と♀（いぶ）の方程式（すぎ恵美子）：1986年21号 - 不明
- さいとうちほのまんがアカデミア（さいとうちほ）：1986年 - 1989年
- 海の闇、月の影（篠原千絵）：1987年3.4合併号 - 1992年5号
- 桃花タイフーン!!（藤田和子）：1987年18号 - 1989年20号
- AIしてウルフBOY（伊藤結花理）：1987年21号 - 1987年24号
- 3-THREE-（惣領冬実）：1988年12号 - 1992年5号
- のりピーちゃん（さかいのりこ）：1988年 - 不明
- あのこに1000％（北川みゆき）：1988年 - 不明
- 天使のTATTOO（さいとうちほ）：1989年6号 - 1989年17号
- ろまんす五段活用（藤田和子）：1989年13号 - 1990年17号

## 1990年代開始
- 円舞曲は白いドレスで（さいとうちほ）：1990年1号 - 1990年24号
- 思春期未満お断り（渡瀬悠宇）：1990年2号 - 1990年18号
- 真コール!（藤田和子）：1990年15号 - 1992年20号
- もう一人のマリオネット（さいとうちほ）：1991年1号 - 1993年1号
- 蒼の封印（篠原千絵）：1991年22号 - 1994年21号
- ふしぎ遊戯（渡瀬悠宇）：1992年1号 - 1996年12号
- バトルガール藍（飯坂友佳子）：1992年21号 - 1994年4号
- 花冠のマドンナ（さいとうちほ）：1993年3号 - 1994年12号
- 亜未!ノンストップ（北川みゆき）：1993年3号 - 1996年1号
- 真夏の恋人（高田りえ）：1994年3号 - 1995年11号
- 裸足のアイツ（高田りえ）：1995年18号 - 1997年23号
- おしゃべりなアマデウス（武内昌美）1995年1号 - 1997年22号
- 天は赤い河のほとり（篠原千絵）：1995年3号 - 2002年13号
- 東京ジュリエット（北川みゆき）：1996年3号 - 1999年15号
- 妖しのセレス（渡瀬悠宇）：1996年17号 - 2000年4号
- 16engage（宮坂香帆）：1997年2号 - 1997年13号
- 快感♥フレーズ（新條まゆ）：1997年3号 - 2000年24号
- Kiss in the Blue（宮坂香帆）：1997年17号 - 1998年16号
- WILD☆ACT（高田りえ）：1998年3号 - 2000年
- ミルククラウン（水都あくあ）：1999年18号 - 2003年16号

## 2000年代開始

### 2001年開始
- HEART（高田りえ）：2001年1号 - 2003年8号
- 悪魔なエロス（新條まゆ）：2001年3・4合併号 - 2001年24号
- ガ・マ・ンできない♥（しがの夷織）：2001年7号 - 2003年1号
- OKIRAKU.COM（北村咲都子）：2001年12号 - 2004年20号
- ありす19th（渡瀬悠宇）：2001年14号 - 2003年7号
- まんがアカデミやんか!（渡瀬悠宇）：2001年14号- 2005年6号

### 2002年開始
- 天然はちみつ寮。（織田綺）：2002年1号 - 2003年15号
- レンアイ至上主義（水波風南）：2002年2号 - 2004年12号
- イジワルしないで!（青木琴美）：2002年2号 - 2002年11号
- 覇王♥愛人（新條まゆ）：2002年5号 - 2004年8号
- 「彼」first love（宮坂香帆）：2002年3号 - 2004年22号
- ミルククラウン♥rs（水都あくあ）：2002年14号 - 2003年16号
- 朝も、昼も、夜も。（青木琴美）：2002年17号 - 2002年24号
- いけないティーチャー☆イケてるダーリン（斗田めぐみ）：2002年19号 - 2003年5号
- 少年は甘く愛す（車谷晴子）：2002年22号 - 2002年24号
- あたしはペット。（天音佑湖）：2002年22号 - 2002年24号
- マジヘン!? 〜魔法変身彼 ← → 弟（鳥山みき）：2002年23号 - 2005年9号
- 初・恋〜ホスト〜（わたなべ志穂）：2002年23号 - 2003年1号
- 氷のキスでとろけたい（麻見雅）：2002年24号 - 2003年2号

### 2003年開始
- 僕は妹に恋をする（青木琴美）：2003年2号 - 2005年14号
- そんな声だしちゃイヤ!（しがの夷織）：2003年3・4合併号 - 2004年14号
- 欲しがり♥恋愛dollar（斗田めぐみ）2003年5号- 2003年13号
- 恋の飼い方（紗羅まひろ）：2003年6号 - 2003年9号
- オオカミなんかコワくないっ!?（池山田剛）：2003年8号 - 2003年10号
- Chu・犬さくらさま（南野そのこ）：2003年9号 - 2004年14号
- 秘蜜。ひ、みつ。（村田ゆか）：2003年9号 - 2003年13号
- 魔法系（☆）彼氏（春城天美）：2003年10号 - 2003年12号
- 絶対彼氏。（渡瀬悠宇）：2003年12号 - 2004年21号
- 天才めがねにキメっ!（兄崎ゆな）：2003年13号 - 2003年17号
- 指先から始めたい♥（車谷晴子）：2003年14号 - 2003年16号
- GET LOVE!!〜フィールドの王子さま〜（池山田剛）：2003年16号 - 2003年23号、2004年3.4合併号 - 2004年23号
- H3スクール!（高田りえ）：2003年17号 - 2005年1号
- パラダイスター（織田綺）：2003年18号 - 2004年5号
- ケダモノ少年少女（麻見雅）：2003年18号 - 2003年20号
- 天然妄想使用中（紗羅まひろ）：2003年21号 - 2003年24号

### 2004年開始
- お嬢さまとオレさまと（斗田めぐみ）：2004年1号 - 2004年6号
- 発情マテリアル（熱田寿）：2004年2号 - 2004年5号
- 恋愛調教〜ホスト遊戯〜（わたなべ志穂）：2004年5号 - 2004年7号
- 天神爛漫記 ORIGAMI（水都あくあ）：2004年6号 - 2004年11号
- ラブホな関係（麻見雅）：2004年8号 - 2004年10号
- 挑発ベイビー（紗羅まひろ）：2004年9号 - 2004年11号
- ラブセレブ（新條まゆ）：2004年11号 - 2005年23号
- 美（ビューティ）!!（織田綺）：2004年12号 - 2005年16号
- 野獣、ふたり。（車谷晴子）：2004年12号 - 2004年14号
- 先生は生娘がお好き。（わたなべ志穂）：2004年13号 - 2004年15号
- エキサイト・上等!（伊吹楓）：2004年14号 - 2004年16号
- 天国の犬ものがたり（堀田敦子）：2004年15号 - 2004年17号
- イヤ×して（麻見雅）：2004年16号 - 2004年21号
- 蜜×蜜ドロップス（水波風南）：2004年17号 - 2006年15号
- かぽーん（>_<）!（しがの夷織）：2004年18号 - 2005年11号
- うりうり・ぐぅ（南野そのこ）：2004年20号 - 2007年24号

### 2005年開始
- エリートさま 恋・仕様（紫海早希）：2005年1号 - 2005年3・4合併号
- 誘・惑・者〜ケダモノトライアングル〜（車谷晴子）：2005年2号 - 2005年8号
- 萌えカレ!!（池山田剛）：2005年3・4合併号 - 2006年14号
- 未成年lovers☆（宮坂香帆）：2005年5号 - 連載休止[要出典]
- 熱視線（麻見雅）：2005年6号 - 2005年8号
- おやすみパンダ（ガラクタコージョー）：2005年6号 - 2006年19号
- バカでも描けるまんが教室（新條まゆ）：2005年7号 - 2007年11号
- 敵ハ、コイビト。（紫海早希）：2005年10号 - 2005年12号
- 5時から始まるヒミツの時間。（天音佑湖）：2005年10号 - 2005年12号
- Punch!（高田りえ）：2005年11号 - 2005年24号
- アンニュイな彼女（山中リコ）：2005年12号 - 2005年14号
- 爆走!! ラブアタック♡（わたなべ志穂）：2005年13号 - 2005年15号
- アイドルパラダイス（麻見雅）：2005年13号 - 2005年15号
- 悪党男子コレクション（車谷晴子）：2005年14号 - 2005年16号
- 18 エイティーン（咲坂芽亜）：2005年15号 - 2005年17号
- 恋のひみつきち（紫海早希）：2005年16号 - 2005年20号
- だめだめダーリン（天音佑湖）：2005年16号 - 2005年18号
- 僕の初恋をキミに捧ぐ（青木琴美）：2005年17号 - 2008年15号
- キスだけじゃかえさない。（しがの夷織）：2005年18号 - 2006年12号
- ヤンキー愛を誓う（わたなべ志穂）：2005年18号 - 2005年22号
- 小悪魔カフェ（織田綺）：2005年19号 - 2006年13号
- 禁断婚（車谷晴子）：2005年19号 - 2005年21号
- 最強エース、舞（咲坂芽亜）：2005年20号 - 2005年22号
- 豹変カレシ。（天音佑湖）：2005年21号 - 2005年23号
- 初♥恋むすび（悠妃りゅう）：2005年22号 - 2005年24号
- 純愛ジャンキー（紫海早希）：2005年23号 - 2006年1号

### 2006年開始
- ラブリー♥レッスン（咲坂芽亜）：2006年1号 - 2006年3.4合併号、2006年20号 - 2006年22号
- 真夜中はダメよ♥（車谷晴子）：2006年2号 - 2006年5号
- 絶対服従!（天音佑湖）：2006年2号 - 2006年5号
- ご指名!ホスト教師J（わたなべ志穂）：2006年3.4合併号 - 2006年11号、2006年15号 - 2006年17号
- 愛を歌うより俺に溺れろ!（新條まゆ）：2006年5号 - 2007年11号
- らぶ・はむ プッチ（遠野なつ）：2006年6号 - 2008年12号
- ガバ・カワ（高田りえ）：2006年7号 - 2006年12号
- お嬢様のごほうび（くまがい杏子）：2006年8号 - 2006年10号
- 美少年のおへや。（車谷晴子）：2006年9号 - 2006年11号、2006年13号 - 2006年15号
- すぺしゃる・ダーリン（悠妃りゅう）：2006年12号 - 2006年14号
- ラブリー・マニュアル（咲坂芽亜）：2006年13号 - 2006年15号
- めちゃモテ♥ハニィ（しがの夷織）：2006年14号 - 2007年8号
- 桃色パンチ（山中リコ）：2006年14号 - 2006年16号
- LOVEY DOVEY（織田綺）：2006年15号 - 2007年20号
- はつめいプリンセス（くまがい杏子）：2006年16号 - 2006年21号、2006年23号 - 2007年10号
- 恋愛上々↑↑（藍川さき）：2006年16号 - 2006年18号
- うわさの翠くん!!（池山田剛）：2006年17号 - 2008年14号
- 恋敵は子猫ちゃん♥（天音佑湖）：2006年17号 - 2006年19号
- 狂想ヘヴン（水波風南）：2006年18号 - 2007年14号
- Kissよりもいじわる（あゆみ凛）：2006年18号 - 2006年20号
- アイドル様の夜のお顔（車谷晴子）：2006年21号 - 2007年1号
- 7限目はヒミツ。（千葉コズエ）：2006年22号 - 2006年24号
- 恋するふたりの蜜なやりかた（悠妃りゅう）：2006年22号 - 2007年2号

### 2007年開始
- 感じるすぺしゃるオーダー（伊吹楓）：2007年2号 - 2007年5号
- 極上男子と暮らしてます。（車谷晴子）：2007年3.4合併号 - 2007年15号
- 姫系♥ドール（咲坂芽亜）：2007年3・4合併号 - 2007年6号
- 大神さん家のオオカミくん（麻見雅）：2007年6号 - 2007年8号
- あまい*すっぱい*ほろにがい（千葉コズエ）：2007年7号 - 2007年9号
- 売れッッコ!!（清水まみ）：2007年8号 - 2008年1号
- バタフライ キス（悠妃りゅう）：2007年9号 - 2007年13号
- とろけるようなキスを奏でて（みつき海湖）：2007年9号 - 2007年11号
- 姫系♥ドール（咲坂芽亜）：2007年10号 - 2008年7号
- 燃え萌えダーリン（麻見雅）：2007年11号 - 2007年16号
- 夜の学校へおいでよ!（千葉コズエ）：2007年12号 - 2007年14号
- 0から始めるまんが教室（車谷晴子）：2007年12号 - 2009年17号
- おうちへ帰ろう。（市川ショウ）：2007年13号 - 2007年15号
- はなしてなんてあげないよ（しがの夷織）：2007年14号 - 2007年22号
- あなたへのクレッシェンド（水瀬藍）：2007年15号 - 2007年17号
- ほしいのは、あなただけ（あゆみ凛）：2007年15号 - 2007年17号
- シークレット・キス（藍川さき）：2007年16号 - 2007年18号
- 恋色旋律☆ダブル王子（蜜樹みこ）：2007年16号 - 2007年18号
- 放課後オレンジ（くまがい杏子）：2007年17号 - 2008年20号
- 危険純愛D.N.A（車谷晴子）：2007年18号 - 2008年11号
- お嬢様のヒミツ♥（白石ユキ）：2007年18号 - 2007年20号
- 今日、恋をはじめます（水波風南）：2007年19号 - 2011年10号、2011年12号 - 2011年24号
- こい♥すた（悠妃りゅう）：2007年19号 - 2007年24号
- ぎゅっとしてチュウ（千葉コズエ）：2007年21号 - 2007年24号
- 37℃のボーイフレンド（水瀬藍）：2007年21号 - 2007年23号
- HOBBY☆HOBBY（市川ショウ）：2007年23号 - 2008年1号
- ラブナイフ（蜜樹みこ）：2007年24号 - 2008年2号

### 2008年開始
- 箱庭エンジェル（織田綺）：2008年1号 - 2008年22号
- アクマでコイビト。（白石ユキ）：2008年1号 - 2008年3.4合併号
- オレ様王子（藍川さき）：2008年2号 - 2008年5号
- レイカン・スタイル（北村咲都子）：2008年2号 - 2008年16号
- クラッシュ☆2（真村ミオ）：2008年3.4合併号 - 2008年6号
- しいく部（清水まみ）：2008年3.4合併号 - 2008年12号
- 24COLORS（千葉コズエ）：2008年5号 - 2008年9号
- だから俺にしなよ（水瀬藍）：2008年6号 - 2008年16号
- 花嫁さまは16歳（悠妃りゅう）：2008年7号 - 2008年11号、2008年14号 - 2008年23号
- 蒼いキセキ（蜜樹みこ）：2008年8号 - 2008年12号
- 委員長の秘メゴト（藍川さき）：2008年10号 - 2008年15号
- 君と恋におちる魔法で（千葉コズエ）：2008年12号 - 2008年17号
- 僕らの世界で。（真村ミオ）：2008年12号 - 2008年14号
- イケ☆G（奈々島ユカ）：2008年12号 - 2010年3.4合併号
- ギャル華道（咲坂芽亜）：2008年13号 - 2009年2号
- 二次元王子オオタくん（清水まみ）：2008年13号 - 2015年10号
- ぜんぶ ちょーだい（車谷晴子）：2008年15号 - 2009年1号
- 犬じかん（市川ショウ）：2008年16号 - 2008年18号
- 恋愛教習所（あゆみ凛）：2008年16号 - 2008年18号
- 恋想のアリア（蜜樹みこ）：2008年17号 - 2008年21号
- 極（°ｅ°）ピヨ（北村咲都子）：2008年17号 - 2010年3.4合併号
- 好きです鈴木くん!!（池山田剛）：2008年18号 - 2011年13号、2011年15号 - 2012年14号
- センセイと私。（水瀬藍）：2008年19号 - 2009年14号
- アン☆ラッキーガール（山中リコ）：2008年20号 - 2008年22号
- 僕から君が消えない（藍川さき）：2008年21号 - 2009年20号
- ひとりぼっちはさみしくて（千葉コズエ）：2008年22号 - 2009年16号
- プラスチック・ガール（白石ユキ）：2008年23号 - 2009年3・4合併号
- 空色恋色（市川ショウ）：2008年24号 - 2009年2号

### 2009年開始
- 恋、ひらり（蜜樹みこ）：2009年1号 - 2009年13号
- セツナユキ（真村ミオ）：2009年2号 - 2009年5号
- 苺時間（くまがい杏子）：2009年3.4合併号 - 2009年14号
- ワタシの隣にキュートな君（ミヤケ円）：2009年3.4合併号 - 2009年6号
- カワイイだけじゃモノ足りない!（咲坂芽亜）：2009年5号 - 2009年15号
- 雪咲♥恋咲（華夜）：2009年5号 - 2009年7号
- 暴君とマリアなキミ（心あゆみ）：2009年7号 - 2009年9号
- となりの恋がたき（白石ユキ）：2009年8号 - 2009年19号
- 王様の裏シゴト♥（藤中千聖）：2009年10号 - 2009年12号
- 危険地帯男子（心あゆみ）：2009年13号 - 2010年6号
- 冷え性男子攻略法（杉しっぽ）：2009年14号 - 2009年16号
- そのオトコ、お兄ちゃん以上（服部美紀）：2009年15号 - 2009年17号
- 彼は冷たいフリをして（星森ゆきも）：2009年15号 - 2009年17号
- 蜜味ブラッド（蜜樹みこ）：2009年16号 - 2010年1号
- なみだうさぎ〜制服の片想い〜（水瀬藍）：2009年17号[38] - 2012年5号
- 空色アゲハ（くまがい杏子）：2009年18号 - 2010年5号[39]
- 彼氏 年下系。（夜神里奈）：2009年18号 - 2009年20号
- BLUE（千葉コズエ）：2009年19号 - 2011年19号
- ザ・まんがSHOW（清水まみ）：2009年19号 - 2012年6号
- 虎は甘く牙で噛む（咲坂芽亜）：2009年20号[40] - 2009年24号、2010年3.4合併号 - 2010年8号
- ずっと好きだったくせに（華夜）：2009年21号 - 2009年23号
- ヒロイン☆コンプレックス（ナオダツボコ）：2009年21号[41] - 2009年23号
- 丸岡さん家の教育係（白石ユキ）：2009年24号[42] - 2010年5号[39]
- 皇帝限定（夜神里奈）：2009年24号[42] - 2010年2号

## 2010年代開始

### 2010年開始
- 16LIFE（藍川さき）：2010年1号[43] - 2010年12号
- 彼はS系生徒会長（小田切渚）：2010年2号 - 2010年5号[39]
- 美人革命（藤中千聖）：2010年5号[39] - 2010年7号
- アフロと呼ばないで（杉しっぽ）：2010年6号[44] - 2010年8号
- L♥L♥B（柴田亜美）：2010年6号[44] - 2010年8号
- 先生とナイショ（真村ミオ）：2010年6号[44] - 2010年8号
- ももらば（蜜樹みこ）：2010年7号[45] - 2010年11号、2010年13号 - 2010年23号
- ビターな刻印（ミヤケ円）：2010年7号[45] - 2010年9号
- 王冠ラテアート（小田切渚）：2010年8号[46] - 2010年12号
- Stand UP!!!!（くまがい杏子）：2010年9号[47] - 2010年19号
- ひみつの彼氏くん（奈々島ユカ）：2010年9号[47] - 2011年2号
- 恋カツ女子注学生日記（桜井美也）：2010年9号[47] - 2011年2号
- 蜜恋Honey（夜神里奈）：2010年9号[47] - 2010年14号
- 愛してるよバイバイ（心あゆみ）：2010年10号[48] - 2010年20号
- 嘘つきくすりゆび（杉山美和子）：2010年11号[49] - 2010年13号
- エアコイ（七島佳那）：2010年12号 - 2010年14号
- 萌撮♥もえちゃん（星森ゆきも）：2010年14号 - 2010年16号
- LOVE・ZIPPER（白石ユキ）：2010年15号 - 2010年19号
- 恋に落ちた完璧くん（紫海早希）：2010年15号 - 2010年17号
- キミと恋の途中（藍川さき）：2010年16号 - 2011年7号
- 花にけだもの（杉山美和子）：2010年17号 - 2012年23号
- イヤだなんて言わせない（七島佳那）：2010年18号 - 2011年2号
- 忍恋（服部美紀）：2010年20号 - 2010年22号
- 瞬きするたび、恋をする（咲坂芽亜）：2010年21号- 2011年1号
- 美形がそんなにえらいのか?（小田切渚）：2010年22号 - 2010年24号
- Bloody Kiss（夜神里奈）：2010年24号 - 2011年2号

### 2011年開始
- 1/2LOVE!（華夜）：2011年1号 - 2011年3.4合併号
- ペペロン!!（宮崎ゆい）：2011年1号 - 2013年8号
- アリス微熱38℃（心あゆみ）：2011年2号 - 2011年22号
- 彼と彼女がウソをつく日（京町妃紗）：2011年3・4合併号 - 2011年5号
- 新婚（仮）中♥（星森ゆきも）：2011年3・4合併号 - 2011年6号
- あやかし緋扇（くまがい杏子）：2011年5号 - 2013年22号
- 世界擬人化計画colors!!（ナオダツボコ）：2011年5号 - 2011年8号
- にゃんトラ。（蜜樹みこ）：2011年6号 - 2011年16号
- 溺愛オレ様テーラー（夜神里奈）：2011年7号 - 2011年11号
- ナツメキッ!!（七島佳那）：2011年8号 - 2013年5号
- ピンクな保健室（桜井美也）：2011年8号 - 2011年9号
- センセイの彼女（京町妃紗）：2011年10号 - 2011年12号
- シェイクスピアのお気に召すまま（藤中千聖）：2011年11号 - 2011年13号
- かなめエトワール（華夜）：2011年13号 - 2011年15号
- ナイショノジカン（藍川さき）：2011年14号 - 2011年18号
- 私立白薔薇学園の秘密（星森ゆきも）：2011年16号 - 2011年18号
- プロポーズのオキテ（京町妃紗）：2011年19号 - 2011年23号
- 心友と私のスキな人（夜神里奈）：2011年20号 - 2011年22号
- 王様とふしぎの城（蜜樹みこ）：2011年21号 - 2012年1号
- 片恋電車（星森ゆきも）：2011年22号 - 2012年2号
- ゴクジョ!!（朝黄ひかる）：2011年23号 - 2012年1号
- くれよん・でいず（千葉コズエ）：2011年24号 - 2013年6号

### 2012年開始
- パパとママはじめました。（市川ショウ）：2012年1号 - 2012年3.4合併号、2012年10号 - 2012年12号
- 大好きだったよ、先生…（白石ユキ）：2012年1号 - 2012年2号
- ラブレター Dear×××世界で一番大好きな君へ（心あゆみ）：2012年2号 - 2012年3.4合併号
- 薔薇と銃弾（華夜）：2012年2号 - 2012年7号
- 君はまるで、あの花のようで。（後藤みさき）：2012年3.4合併号 - 2012年6号
- スキ泣キコイ（京町妃紗）：2012年5号 - 2012年15号
- みんな、片想いばかりしてる。（夜神里奈）：2012年6号 - 2012年10号
- いちごスイッチ!（小田切渚）：2012年6号 - 2012年8号
- 不貞で不埒な兄ですが。（白石ユキ）：2012年7号 - 2012年11号
- りんごは恋ずっぱい（星森ゆきも）：2012年8号 - 2012年12号
- マンガのお仕事!!!!（杉しっぽ）：2012年8号 - 2014年10号
- 先生♥アディクト（心あゆみ）：2012年9号 - 2012年13号
- ハチミツにはつこい（水瀬藍）：2012年11号 - 2015年8号
- 危険なキスは蜜の味（真村ミオ）：2012年12号 - 2012年14号
- カノジョはアイツのお墨つき（梅澤麻里奈）：2012年13号 - 2012年15号
- オオカミにくちづけ（夜神里奈）：2012年14号 - 2012年24号
- 絶対恋愛プログラム（華夜）：2012年15号 - 2012年22号
- 王子どもと同棲はじめてみます。（小田切渚）：2012年15号 - 2012年17号
- 悪魔の苺（華夜）：2012年16号 - 2013年7号
- カヲルくんと花の森（白石ユキ）：2012年16号 - 2013年1号
- はんぶんこのカケラ（後藤みさき）：2012年16号 - 2012年18号
- ヒミツなキミに恋をした。（星森ゆきも）：2012年17号 - 2013年3.4合併号
- 小林が可愛すぎてツライっ!!（池山田剛）：2012年18号 - 2015年23号
- 着物王子は恋をあばく（藤中千聖）：2012年19号 - 2012年21号
- パパ禁制ファーストラブ（心あゆみ）：2012年22号 - 2013年9号
- Q.先生、好きって何ですか?（京町妃紗）：2012年23号 - 2013年3.4合併号
- 恋愛♥メンタリズム（真己京子）：2012年23号 - 2013年2号

### 2013年開始
- 未成年だけどコドモじゃない（水波風南）：2013年1号 - 2016年5号
- 17歳、キスとジレンマ（夜神里奈）：2013年3.4合併号 - 2013年23号
- True Love（杉山美和子）：2013年3.4合併号 - 2014年20号
- 会長、スキって言ってもいいですか?（市川ショウ）：2013年5号 - 2013年7号
- ニシキくんのなすがまま（白石ユキ）：2013年6号 - 2013年10号
- あまいあまい恋をせよ。（後藤みさき）：2013年7号 - 2013年9号
- さよなら、ヒーロー。（小泉蓮）：2013年8号 - 2013年10号
- でび×2ばにぃ！（遠野なつ）：2013年9号 -
- ともだちと恋のまんなか（京町妃紗）：2013年9号 - 2013年13号
- キケンマニア（七島佳那）：2013年10号 - 2013年21号
- 恋するみつば（星森ゆきも）：2013年11号 - 2014年8号
- 純情ランジェリードール（藤中千聖）：2013年11号 - 2013年13号
- おちてチカチカ（杏堂まい）：2013年12号 - 2013年14号
- 天の花嫁（蜜樹みこ）：2013年13号 - 2013年17号
- 初恋わずらい（梅澤麻里奈）：2013年14号 - 2013年16号
- それならいっそ恋になれ（後藤みさき）：2013年15号 - 2013年19号
- あのコの、トリコ。（白石ユキ）：2013年19号 - 2014年21号、2018年15号[50] - 2018年17号

### 2014年開始
- 片翼のラビリンス（くまがい杏子）：2014年3・4合併号[51] - 2016年15号[52]、2016年18号（エピローグ）[53]
- オレ嫁。〜オレの嫁になれよ〜（佐野愛莉）：2014年23号 - 2017年7号[54]

### 2015年開始
- 4月の君、スピカ。（杉山美和子）：2015年3.4合併号 - 2017年10号[55]、2019年7号 - 2019年8号（番外編）
- ういらぶ。 -初々しい恋のおはなし-（星森ゆきも）：2015年9号 - 2017年16号[56]
- 恋降るカラフル〜ぜんぶキミとはじめて〜（水瀬藍）：2015年13号 - 2017年19号[57]
- 兄に愛されすぎて困ってます（夜神里奈）：2015年14号 - 2018年8号[58]
- 青恋エデン（きみど莉央）：2015年16号[59] - 2015年18号[60]

### 2016年開始
- 世界は中島に恋をする!!（池山田剛）：2016年3.4合併号 - 2017年3.4合併号
- 恋空ららら（きみど莉央）：2016年5号[61] - 2016年7号
- 幼なじみじゃ足りねぇよ（まちだ紫織）：2016年11号[62] - 2016年13号[63]
- 泡恋（水波風南）：2016年13号[63] - 2018年16号 → 『&フラワー』に移籍[64]
- サンリオ男子 〜俺たち、恋、はじめました。〜（キャラクター原作・監修：サンリオ、漫画：杏堂まい）：2016年13号[63] - 、2017年11号[65] - 、2017年18号[66] - 、2018年3・4合併号[67] - 、2018年9号[68] -
- 鬼宮先生のキスには逆らえない（華夜）：2016年14号 - 2017年11号[65]
- 続・マンガのお仕事!!!!（杉しっぽ）：2016年15号 - 2016年23号
- チョコレート・ヴァンパイア（くまがい杏子）：2016年20号 - 2021年24号[69]
- くずの彼女〜でも大好きなんだもん〜（桃井すみれ）：2016年23号[70] - 2017年1号[71]

### 2017年開始
- チア☆ダン〜女子高生がチアダンスで全米制覇しちゃったホントの話〜（きみど莉央）：2017年1号[71] - 2017年3・4合併号
- カレカノ。（京町妃紗）：2017年1号[71] - 2017年6号
- 青春☆プレパラート（北村咲都子）：2017年1号[71] - 2017年24号
- 続 マンガのお仕事!!!! 2（杉しっぽ）：2017年1号[71] - 2017年24号
- 地球侵略はじめました（宮崎ゆい）：2017年1号[71] - 2019年11号
- ルームメイトがカワウソです（奈々島ユカ）：2017年1号[71] - 2019年24号
- うそ恋 〜カノジョのまま、片想い。〜（今澤まいこ）：2017年2号[72] -
- はにかむハニー（白石ユキ）：2017年3・4合併号 - 、2018年19号[73] - 2019年21号[74]
- 佐藤、私を好きってバレちゃうよ(>///<)（池山田剛）：2017年5号[75] - 2017年23号
- 幼なじみが、私の犬になりました。（真村ミオ）：2017年6号[76] - 2017年8号
- きゅっと結んで、スキ（梅澤麻里奈）：2017年7号[54] - 2017年9号、2017年13号 - 2017年17号、2017年20号 - 2017年24号
- 美少年と姉弟はじめました（えりんご）：2017年8号[77] - 2017年10号
- 影姫の婚礼（京町妃紗）：2017年9号[78] - 2017年11号[65]、2017年17号 - 2017年22号、2018年9号[68] -
- キスはきっと君の傷跡（今澤まい）：2017年10号[55] - 2017年14号
- 願い花〜君と一瞬で一生の恋をした〜（まちだ紫織）：2017年10号[55] - 2017年12号
- 幼なじみと、キスしたくなくない。（佐野愛莉）：2017年12号[79] - 2018年12号[80]
- つつぬけラブレター（島袋ユミ）：2017年12号[79] - 2017年14号
- 先生、〆切まで待って!（華夜）：2017年14号[81] - 2018年6号
- キスしちゃダメって本当ですか!?（とりの綾華）：2017年15号 - 2017年17号
- 新婚中で、溺愛で。（真村ミオ）：2017年15号 - 2017年17号
- シェアキスラブ（杉山美和子）：2017年18号[66] - 2018年3.4合併号
- 花とモンキー（星森ゆきも）：2017年18号[66] - 2017年20号
- 私色に染まってよ（まちだ紫織）：2017年18号 - 2017年20号
- ゆれコイ（朝黄ひかる）：2017年21号 - 2017年23号
- 恋の勉強、はじめました（真村ミオ）：2017年22号 - 2017年24号
- 恋するレイジー（星森ゆきも）：2017年23号 - 2019年11号
- きっと愛だから、いらない（水瀬藍）：2017年24号[82] - 、2018年19号[73] - 2019年23号[83]

### 2018年開始
- 松しっぽDXの毎日気にしてナイト!（杉しっぽ）：2018年1号 - 2018年8号
- めざせ!まんが家デビュー!!（佐野愛莉）：2018年1号 - 2019年24号
- 放課後、先生は悪い人（まちだ紫織）：2018年1号 - 2018年8号
- ワン！プリ（遠野なつ）：2018年2号 - 2018年8号
- カラフルデイズ（長谷川さわ）：2018年2号 - 2018年5号
- 放課後の微熱（梅澤麻里奈）：2018年3・4合併号[67] - 2018年9号、 2018年12号[80] - 2018年16号、2018年18号[84] - 2018年20号
- 同・級・生!!〜ずっとキミがスキだった〜（池山田剛）：2018年5号[85] - 2020年11号[86]
- 白薔薇サマの言うとおり。（今澤まいこ）：2018年6号[87] - 2020年8号
- アイドルさまのお気に入り!?（きみど莉央）：2018年6号[87] - 2018年8号[88]、2018年12号[80] - 2018年16号[89]
- 彼とデートなう。（橘ノゾミ）：2018年8号[58] - 2018年10号
- 冷男子くんのアツい恋（清水まみ）：2018年9号 - 2018年17号
- よこしまな花びら（島袋ユミ）：2018年10号 - 2018年14号
- 白薔薇サマの言うとおり（今澤まいこ）：2018年11号 - 2018年15号
- お嬢様、大人のキスのお時間です。（華夜）：2018年11号[90] - 2018年15号
- 鳳桐加には奥の手がある！（華月ひとみ）：2018年12号 - 2018年14号
- むっつりスケベで何が悪い！！（北村咲都子）：2018年12号 - 2018年17号
- のほほん ふぇあり〜（遠野なつ）：2018年12号 - 2018年17号
- ワケあって昨日うばわれました（夜神里奈）：2018年13号[91] - 2019年17号[92]
- 帝都初恋心中（蜜樹みこ）：2018年15号[50] - 2018年19号、2019年2号[93] - 2019年4号、2019年8号 - 2019年10号、2019年15号 - 2019年18号、2019年22号 - 2019年24号、2020年6号 - 2020年8号[94]
- まずは一発なぐらせろ!（まちだ紫織）：2018年15号[50] - 2018年17号
- 君とは2度とキスできない（杏堂まい）：2018年16号[95] - 2018年20号
- ハツコイダンス!（佐野愛莉）：2018年17号[96] - 2020年1号[97]
- 怪盗サマと、さらわれ花嫁（とりの綾華）：2018年17号[96] - 2018年19号
- エックスイコール〜Xは謎解きがお好き〜（華月ひとみ）：2018年18号[84] - 2018年22号
- イケメンパンダ（ナオダツボコ）：2018年18号 - 2020年12号
- アリス in 和田ランド（清水まみ）：2018年18号 - 2018年24号
- お嬢様、大人のキスのお時間です。（華夜）：2018年20号[98] - 2019年5号、2019年10号 - 2019年14号、2019年18号 - 2019年20号[99]
- 学校に行けない私たち（えりんご）：2018年21号[100] - 2018年23号、2019年6号 - 2019年8号、2019年20号[99] - 2019年22号
- 恋愛時計（上原悠）：2018年21号[100] - 2018年23号
- さめてるくんは家事男子（柚木そよな）：2018年22号 - 2018年23号
- 明日は、キミのことなんか。（きみど莉央）：2018年23号[101] - 2019年1号[102]
- いつかすべてが君の力になる（橘ノゾミ）：2018年24号[103] - 2019年2号

### 2019年開始
- 世界で一番きれいな初恋（梅澤麻里奈）：2019年1号[104] - 2019年11号
- エマ先生のファビュラスな授業（えびなしお）：2019年1号[104] - 2019年24号
- 源氏物語〜愛と罪と〜（森猫まりり）：2019年3・4合併号[105] - 2019年6号、2019年12号[106] - 2019年15号、2019年19号 - 2019年21号
- ソノ声で、ソノ歌を。（新條まゆ）：2019年5号[107] - 2019年11号
- 中学性白書〜妊娠〜（上原悠）：2019年7号[108] - 2019年9号
- 君が僕のまんなか（長谷川さわ）：2019年8号[109] - 2019年10号
- 遺産フィアンセ（島袋ユミ）：2019年9号[110] - 2019年12号
- こんな私が恋なんて（安堂まい）：2019年12号[106] - 2019年14号、 2019年16号[111] - 2019年18号
- 恋する香り―アプリコットキス―（八田愛）：2019年12号[106] - 2019年14号
- いたいのいたいの、とんでけ（長谷川さわ）：2019年13号[112] - 2019年15号
- 幼なじみと恋、はじめました（ましい柚茉）：2019年15号[113] - 2019年17号[92]
- これは愛で、恋じゃない（梅澤麻里奈）：2019年16号[111] - 2021年9号[114]
- ダーリンマニアック（星森ゆきも）：2019年17号[92] - 2020年18号
- 初恋ディメンション（まちだ紫織）：2019年17号[92] - 2019年19号
- 今日、好きになりました。（きみど莉央）：2019年17号（プロローグ[115]）、2019年18号[116] - 2019年20号[99]
- 無敵の番犬に噛みつかれまして（夜神里奈）：2019年20号[99] - 2021年14号[117]
- 望外ヘビーラブ（島袋ユミ）：2019年21号 - 2019年22号、2020年1号[97] - 2020年3・4合併号[118]、2020年8号[94] - 2020年19号
- 家出少女と夜の少年（上原悠）：2019年23号 - 2019年24号
- 僕の可愛い先輩（杏堂まい）：2019年24号[119] - 2020年7号
- 目覚めたらキスしてよ（今澤まいこ）：2019年24号[119] - 2021年1号[120]

## 2020年代開始

### 2020年開始
- 僕専用ドミトリー（きみど莉央）：2020年2号[121] - 2020年5号[122]
- 99％男女交際（清水まみ）：2020年2号 - 2021年13号[123]
- 仁義なき婿取り（佐野愛莉）：2020年3・4合併号[118] - 2024年2号[124]
- 猫のいもうと（奈々島ユカ）：2020年3・4合併号[118] - 2021年5号
- 青春ヘビーローテーション（水瀬藍）：2020年5号[125] - 2023年3・4合併号、2023年14号 - 連載中
- 窮鼠の契り-偽りのΩ-（白石ユキ）：2020年6号 - 2022年2号、休載中[126]
- メガネ陰キャが重いすぎる（長谷川さわ）：2020年6号 - 2020年8号[94]
- 恋してモグモグ。（春宮アン）：2020年7号[127] - 2020年9号[128]
- 胸キュンで覚える英熟語（えりんご）：2020年9号[128] - 2023年12号
- 正直とっくに付き合ってます（杏堂まい）：2020年10号[129] - 2020年24号
- ドレスは武装（春宮アン）：2020年11号[86] - 2021年2号[130]
- パンダで覚える英単語（ナオダツボコ）：2020年13号 - 2023年12号
- 異世界魔王は腐女子を絶対逃がさない（池山田剛）：2020年16号[131] - 2022年5号[132]
- 美少女アバター俺（花本麻実）：2020年23号[133] - 2021年1号

### 2021年開始
- 海くんは「お友達」（足立原ひかり×小野ゆりえ）：2021年2号[130] - 2021年7号[134]
- 花嫁とボディーガード（春宮アン）：2021年5号[135] - 2022年6号
- 礼央先輩は無気力甘い。（甘夏みのり）：2021年5号[135] - 2021年7号[134]
- VeasT!!-Pと野獣-（今澤まいこ）：2021年6号[136] - 2021年21号[137]
- この恋は不正ログインなので!（杏堂まい）：2021年7号[134] - 2022年13号[138]
- 今日で弟やめるから（結貴みつる）：2021年7号[134] - 2021年9号[114]、2021年13号[123] - 2021年15号、2021年19号 - 2022年1号
- 聖くんは今日も好きなのに（きみど莉央）：2021年10号[139] - 2021年16号[140]、2021年22号[141] - 2023年6号[142]
- 甘やかしてね猫だから（甘宮ちか）：2021年12号[143] - 2023年5号
- 狼は落ちこぼれ兎を妻にする（かのと咲来）：2021年12号[143] - 2021年15号
- 推しのシンメと入れ替わった件（花本麻実）：2021年12号[143] - 2022年3.4合併号[144]
- ももきば!（ひので淘汰）：2021年13号[123] - 2021年15号
- 恋してそっと、キスしてもっと（鈴宮とーや）：2021年14号[117] - 2021年16号
- 次はいいよね、先輩（梅澤麻里奈）：2021年15号[145] - 連載中
- それでも月島先生はガマンしない（甘夏みのり）：2021年18号[146] - 2021年22号
- 絶対に手を離してはいけない!（橘ノゾミ）：2021年22号[141] - 2021年24号
- 陽キャのフリしてやってみた（足立原ひかり×小野ゆりえ）：2021年23号[147] - 2023年5号

### 2022年開始
- 櫻井くん、可愛いのは衣装ですか？私ですか？（甘夏みのり）：2022年2号[148] - 2022年7号
- 高嶺くんとヴァンパイアちゃん（月島よん）：2022年3.4合併号[144] - 2022年6号[149]
- えすさいず！（華月ひとみ）：2022年5号[132] - 2024年1号[150]
- 氷堂茉莉花はさわりたい!!（橘ノゾミ）：2022年6号[149] - 2022年10号[151]
- 紫城大和のファーストレディ（今澤まいこ）：2022年7号[152] - 2023年18号
- わんこのボクとふみちゃんと（かのと咲来）：2022年7号[152] - 2022年9号[153]
- まるまるコーギー（つじなつみ）：2022年7号[154] - 連載中
- 魔法陣クロノカノン（くまがい杏子）：2022年8号[155] - 2023年17号[156]
- アオハル実習中（花本麻実）：2022年8号[155] - 2022年10号[151]
- リトライジュリエット!!（池山田剛）：2022年9号[157] - 2023年10・11合併号[158]
- 十年眠り姫ー専属医師は年上になった同級生ー（甘夏みのり）：2022年10号[159] - 2022年19号[160]
- 今夜、彼の兄と（結貴みつる）：2022年13号[138] - 17号、休載中[161]
- 元カレが声優になって現れた！（花まみも）：2022年13号[138] - 2022年15号[162]
- 寮則は恋に甘し〜現住所、男子寮につき〜（春宮アン）：2022年17号[163] - 2024年13号[164]
- 同じ夢みた君はアイドル（花本麻実）：2022年18号[165] - 2023年15号[166]
- ネエちゃんのご褒美ぶっかけ調味料（万路とら）：2022年21号[167] - 2023年1号、2023年13号[168] - 連載中

### 2023年開始
- アイドル転生―推し死にたまふことなかれ―（ひので淘汰）：2023年2号[169] - 2023年5号、2023年9号 - 2023年14号、2023年19号[170] - 2023年23号[171]、2024年3・4合併号[172] - 2024年10・11合併号
- 天才が私にひざまずく（いおり蜜華）：2023年5号[173] - 2023年7号
- 少年ブラヰド－男装令嬢と黒書生－（蜜樹みこ）：2023年7号 - 2023年12号、2023年16号[174] - 2023年20号[175]、2023年24号[176] - 2024年15号[177]←『Sho-ComiX』より移籍[178]
- ヤンキーに恋と育児はムズすぎる（足立原ひかり×小野ゆりえ）：2023年8号[179] - 2024年13号[164]、2025年3・4合併号[180]、2025年5号[181]、2025年10・11合併号[182]、2025年17号[183]、2025年18号[184]
- 私の彼氏は、かわいいけど世界でいちばんかっこいい（ナオダツボコ）：2023年8号[179] - 2023年10・11合併号、2023年15号[166] - 2023年18号[185]、2023年22号[186] - 2023年24号[176]、2024年14号[187] - 2024年16号[188]、2025年13号[189] - 2025年15号[190]
- 藍は美し恋せよ乙女（甘宮ちか）：2023年10・11合併号[158] - 2023年24号[176]
- ほぼ実録！限界オタク大学生の日常（水帆かえる）：2023年13号[168] - 連載中
- 私のごちそうは、君。（鈴宮とーや）：2023年14号[191] - 2023年16号[174]、2023年21号[192] - 2023年23号[171]
- 小鳥遊家の妹は花嫁になりたいっ!!（池山田剛）：2023年17号[193] - 2025年13号[189]
- ハチャメチャ漫画奮闘記〜中学生で漫画家になるまで〜（花まみも）：2023年18号[185] - 2023年22号[186]
- 先輩、そっちに行ってもいいですか？（雨音奈子）：2023年19号[170] - 2023年21号[192]、2024年2号[194] - 2024年5号[195]
- マネがアイドルに推されて炎上不可避です!?（花本麻実）：2023年21号[196] - 2024年24号[197]
- 東京§神狼（くまがい杏子）：2023年23号[198] - 連載中
- 私たちは学校に行くのをやめた（えりんご）：2023年23号[198] - 2024年1号[150]

### 2024年開始
- 黒豹くんは食べちゃいたい。（きみど莉央）：2024年3・4合併号[199] - 2024年15号、2025年1号[200] - 連載中
- 青薔薇様にはヒミツがある（華月ひとみ）：2024年5号[201] - 2024年9号、2024年13号[164] - 2025年8号[202]
- はらぺこ漫画家3000円グルメ日記（華夜）：2024年5号[201] - 連載中
- ふて寝神様は花嫁様から逃げられない（鈴宮とーや）：2024年5号[201] - 2024年7号
- 坊っちゃま、おもしれー女でございます（森永ちひろ）：2024年6号[203] - 2024年8号[204]
- だって、愛しか見えなかった（今澤まいこ）：2024年7号[205] - 2025年6号[206]、2025年14号[207] - 連載中
- 女王エリカの課外授業〜放課後before after〜（優木もあ）：2024年8号[208] - 2024年10・11合併号、2024年15号[209] - 2024年19・20合併号[210]、2024年24号[197] - 2025年12号、2025年16号[211] - 連載中
- Cake×Bomb（佐野愛莉）：2024年9号[212] - 連載中
- 恋する雀は一途なり（七篠ユリ）：2024年10・11合併号[213] - 2024年15号[214]
- シャチくんとラヴな服従（雨宮奈子）：2024年14号[187] - 2024年19・20合併号[215]
- 白馬は黒王子の夢をみる（原作：足立原ひかり、作画：小野ゆりえ）：2024年16号[216] - 連載中
- もう好きでしょ、オレのこと（春宮アン）：2024年17号[217] - 連載中
- ReGLOSS-BadでGoodな日常-（ネーム原作：花まみも、作画：きみど莉央）：2024年17号[217] - 2024年21号[218]
- 魔法少女ダンデライオン（水帆かえる）：2024年18号[219] - 連載中
- 高嶺と鬼は隠したい！（七篠ユリ）：2024年21号[220] - 2025年1号[221]
- ご注文は冷めない恋で（楪羽みなと）：2024年22号[222] - 2024年24号[223]

### 2025年開始
- 芸能界を引退した推しとしたい100のこと（花本麻実）：2025年6号[224] - 連載中
- この恋、猫の手お借りします（岩華すもも）：2025年7号[225] - 2025年9号[226]
- この学園バズらせます！（七篠ユリ）：2025年15号[227] - 連載中
- あおはるフレグランス（原案：星森柚稀も、漫画：岩華すもも）：2025年16号[211] - 連載中
- 覇王様の異世界花嫁（原作：柚原テイル、漫画：森猫まりり）：2025年17号[183] - 連載中
- 負けヒロインですが結婚します〜この中に私の夫がいる!?〜（池山田剛）：2025年18号[228] -